# Mjörn (ö)

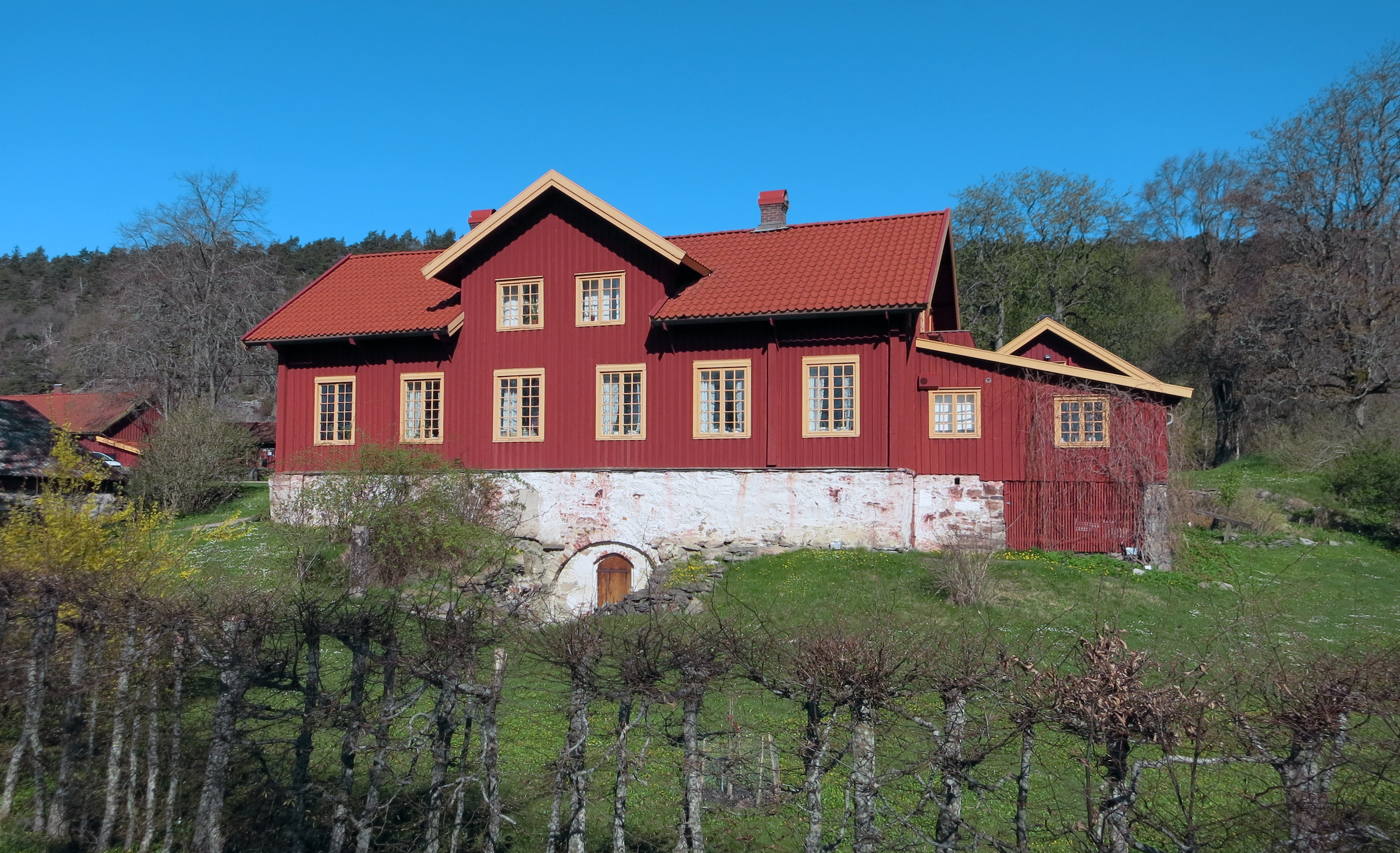
Sundsby säteri.

Mjörn, tidigare skrivet Mjören, är en ö i Valla socken mellan öarna Tjörn och Orust. Den tillhör Tjörns kommun i Bohuslän. På Mjörn finns godset Sundsby, som en gång var Margareta Huitfeldts hemvist. Ön ingår, med några undantagna markområden, i Stigfjordens naturvårdsområde. Bebyggelsen på Mjörn är en blandning av bostäder för fastboende och fritidshus. Småorten Skåpesund ligger på den norra delen av ön.
Mjörn är förutom huvudön den största ön i Tjörns kommun. I väster ligger Stigfjorden, i öster Askeröfjorden och i norr skiljer Skåpesund Mjörn från Varekilsnäs på Orust. I söder övergår Mjölkeviken till ett smalt sund som skiljer Mjörn från Tjörn. Över detta sund går sedan gammalt öns vägförbindelse till Tjörn, i nyare tid med namnet Sundsbyvägen. I samband med att Tjörnbroleden färdigställdes 1960, fick ön också vägförbindelse längre österut med länsväg 160, som med en vägbank och bro förbinder Mjörn med nordöstligaste Tjörn och vidare till Stenungsund. Mellan de båda vägarna ligger havsviken Sundsby kile. Så länge denna vik står i förbindelse med havet åt både öster och väster, är Mjörn att betrakta som en ö. Passagerna under vägarna lämpar sig emellertid inte för båttrafik, och Mjörn har därför sedan tillkomsten av länsväg 160 ibland uppfattats som en halvö. Mot norr har Mjörn vägförbindelse till Orust med länsväg 160 över Skåpesundsbron.
Ön delas av i två delar av Apelgårdsviken i väster och av Eds kile i öster. Öns högsta punkt ligger på den södra delen. Den heter Solklinten och ligger 107 meter över havet och har en vacker utsikt. Området runt Solklinten och Sundsby är beväxt med botaniskt intressant lövskog.